# Segunda batalla de Kizugawaguchi
Segunda batalla de Kizugawaguchi (第二次木津川口の戦い?) se dio dos años después de la primera batalla de Kizugawaguchi, en donde Ishiyama Hongan-ji todavía estaba bajo el asedio, y la flota de Oda, comandada nuevamente por Kuki Yoshitaka (habiendo dado lugar a una guerra de Ishiyama Hongan-ji) hizo otro intento por romper las líneas de suministro de Mori. Al ir en contra de la convención, Yoshitaka luchó con seis grandes barcos atakebune, en lugar de una combinación embarcaciones pequeñas (kobaya), medianas (sekibune) y grandes (atakebune). Normalmente, las atakebune eran fortalezas flotantes esencialmente de madera, cubiertas de emplazamientos para pistolas y arcos. Según algunas versiones, se puede creer que estos seis fueron los primeros acorazados o buques blindados, y fueron construidos de tal manera que las armas no podían penetrar en ellos. Sin embargo, en lugar de verdaderos acorazados, fueron realizados principalmente o enteramente de metal, estas naves probablemente simplemente tenían planchas de hierro limitadas en los lugares clave. Varias embarcaciones de Mori fueron quemadas y hundidas, y la flota de Oda en última instancia lograron la victoria. Las líneas de suministro se rompieron y el Hongan-ji cayó poco después. Sin embargo, durante esta batalla un defecto interesante fue descubierto en el diseño del atakebune. Como Mōri era un samurai se apresuró a subir al barco grande, todos los guerreros defensores corrieron a ese lado de la cubierta, para defenderse, y el barco se hundió ya que su centro de gravedad fue desplazado.
Yoshitaka fue a derrotar al Mōri una vez más al año siguiente.